# Family's Honor
Family's Honor (en hangul, 가문의영광; en hanja, 家門의榮光), conocida también como Glory of the Family y en español como Honor de familia, es una serie de televisión de Corea del Sur emitida originalmente entre 2008-2009 por SBS y protagonizada por Yoon Jung Hee, Park Si Hoo, Jeon No Min, Kim Sung Min, Shin Da Eun, Jeon Hye Jin y Maya.
Fue emitida en su país de origen desde el 11 de octubre de 2008 hasta el 19 de abril de 2009, con una longitud de 54 episodios al aire las noches de los días sábados y domingos a las 22:00 (KST).

## Argumento
Las historias de esta serie gira en torno a los miembros de dos familias totalmente diferentes, por un lado está la familia patriarcal tradicional Ha tratando todo lo posible para mantener la reputación de su apellido, mientras por el otro lado está la familia Lee que consiguió enriquecerse a base de usura y otros negocios turbios.
La mayor parte de la trama se centra en la relación entre la nieta más joven de la familia Ha, Dan Ah (Yoon Jung Hee), y el hijo de la familia Lee, Lee Kang Suk (Park Si Hoo). Dan Ah tiene la carga emocional de enviudar a una edad temprana, y es incapaz de dejar de lado el recuerdo de su marido, que murió en un accidente de tráfico grave. Ella tiene varios encuentros desagradables con Kang Suk, un empresario sin escrúpulos cuyo principal objetivo en la vida es derrotar a sus oponentes en el campo de los negocios. Un extraño giro de los acontecimientos trae a esta imposible pareja juntarse en juego de seducción simulado, que finalmente se convierte en serio ya que ambas partes se encuentran el cambio por el bien del otro.
Los dos historias principales se centran en las relaciones románticas de los hermanos gemelos de Dan Ah. El anciano Ha Soo Young (Jeon No Min), un hombre suave, apacible, que se reúne y se enamora de una chica varios años menor que él (Shin Da Eun). El segundo hermano, Ha Tae Young (Kim Sung Min), que es impetuoso y abierto, y encuentra a su pareja en una mujer policía masculina (Maya).
Como las relaciones se desarrollan y los caminos se cruzan, el destino de las familias Ha y Lee acaban estrechamente entrelazados. En los hechos que siguen, las creencias y los valores de ambas familias saldrán a la luz y se forjarán nuevos lazos.

## Reparto

### Familia Ha
- Shin Goo como Ha Man Ki.
- Park Hyun Sook como Ha Joo Jung.
- Seo In Suk como Ha Suk Ho.
- Jun No Min como Ha Soo Young.
- Shin Da Eun como Oh Jin Ah.
- Kim Sung Min como Ha Tae Young.
- Maya como Na Mal Soon.
- Yoon Jung Hee como Ha Dan Ah.
- Lee Hyun Jin como Jung Hyun Kyu.

### Familia Lee
- Yun Kyu Jin como Lee Chun Gap.
- Seo Kwon Soon como Choi Young Ja.
- Park Shi Hoo como Lee Kang Suk.
- Jun Hye Jin como Lee Hye Joo.

### Otros
- Kim Young Wok como Yoon Sam Wol.
- Lee Soo Min como Yoon Jo Man.
- Shim Hyun Sub como Kim Byung Do.
- Park Joon-mok como Ha Dong-dong
- Lee Seung Hyung como Ex novio de Joo Jung.
- Kim Ye Ryung como Ex esposa de Tae Young.
- Seo Yoo Jung como Ex esposa de Tae Young.
- Jung Wok como Kim Sung Tae.

## Banda sonora
1. All I Need is You Alone – 4Men
2. Can I Love You? – 4Men
3. Don't Be Hurt – 4Men
4. Wishing for Love – Noh Young-chae
5. I Will Meet You – 4Men
6. Nice Farewell – Chae Young-in
7. Don't Know – Kim Ji-won
8. Flower Path (Instrumental)
9. Glory of the Family (Instrumental)

## Emisión internacional
- China: CCTV-8 (22 de enero hasta el 27 de febrero de 2013).
- Japón: CATV, KNTV (25 de agosto hasta el 10 de noviembre de 2009) y BS Asahi.[4][5]
- Singapur: Channel U (11 de octubre de 2009 hasta el 27 de marzo de 2010).
- Taiwán: Star (23 de noviembre de 2009 hasta el 16 de marzo de 2010).
- Vietnam: HTV3.